# Coroană cehoslovacă
Coroana Cehoslovacă (în limbile cehă și slovacă: koruna československá sau și koruna česko-slovenská) a fost moneda Cehoslovaciei de la 10 aprilie 1919 până la 14 martie 1939 și de la 11 noiembrie 1945 la 7 februarie 1993. Pentru scurt timp din anii 1939 și 1993, a fost și moneda celor două republici separate Cehia și Slovacia.
La data de 8 februarie 1993, după dizolvarea Cehoslovaciei, a fost înlocuită cu coroana cehă și coroana slovacă, fiecare respectiv la paritate (1 coroană nouă pentru 1 coroană veche).
Ultimul cod  ISO 4217 și acronimul local pentru coroana cehoslovacă au fost CSK și respectiv Kčs.
O coroană cehoslovacă era subdivizată în 100 de halleri (în cehă, haléř la singular și haléřů la plural, iar în slovacă, halier la singular și halierov la plural).  În cele două limbi, era utilizată abrevierea h. Acronimul era așezat după valoarea numerică, de exemplu: 75 h.

## Istoria coroanei cehoslovace

### Imperiul Austro-Ungar (1867-1918)
Unitatea monetară din Austro-Ungaria, după 11 septembrie 1892, era  coroana austro-ungară, prima monedă modernă din regiune bazată pe aur. Această monedă înlocuia florinul austro-ungar care avusese curs după crearea dublei monarhii, în 1867, de către împăratul Franz Iosif.

### Prima Republică Cehoslovacă

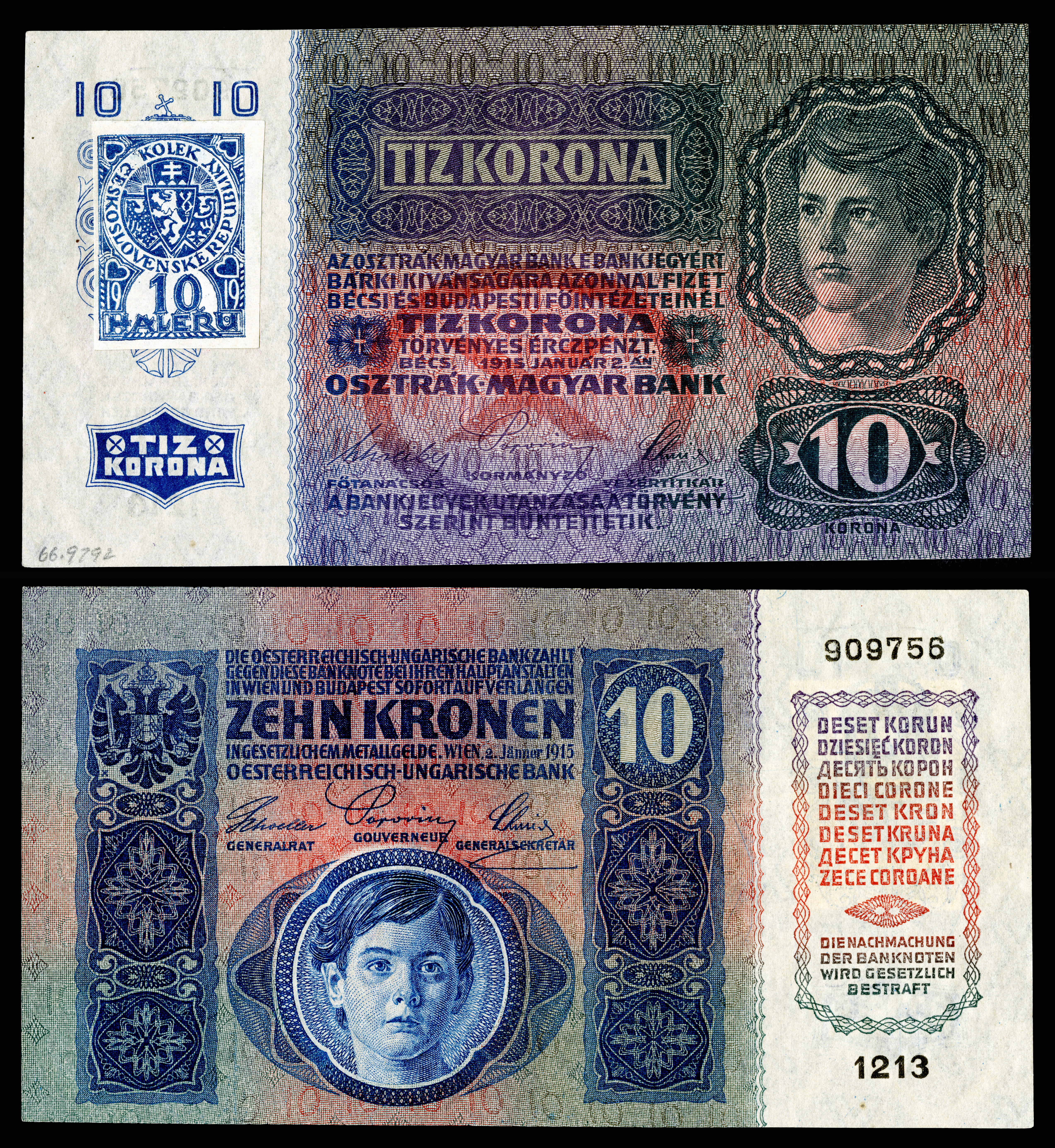
Bancnotă cu valoarea nominală de 10 coroane cehoslovace obținută prin ștampilarea unei bancnote austro-ungare având valoarea nominală de 10 coroane austro-ungare (1919).

După crearea primei Republici Cehoslovace în 1918, s-a făcut simțită o nevoie urgentă de creare a unui nou sistem monetar, care să se distingă de alte monede ale statelor nou create și care sufereau de inflație.
Ministrul de finanțe, Alois Rašin, a procedat la o reformă monetară a cărei finalitate era separarea de coroana austro-ungară, pentru a se permite introducerea unei noi monede. În februarie și martie 1919 bancnotele austro-ungare au fost ștampilate, iar numărul lor în circulație a fost diminuat. Această politică a avut ca efect garantarea unui curs ridicat coroanei. În afară de aceasta, austeritatea monetară a contribuit la menținerea unei situații stabile. La 10 aprilie 1919 noua coroană cehoslovacă era definită, cu o valoare egală cu valoarea coroanei austro-ungare. Primele bancnote au fost puse în circulație în același an, iar monedele metalice trei ani mai târziu, în 1922.

### A doua Republică Cehoslovacă
În urma Acordurilor de la München în 1938, mai multe regiuni ale Cehoslovaciei au fost cedate Germaniei, Poloniei și Ungariei și au adoptat monedele acestor țări. La 19 noiembrie 1938 ceea ce rămăsese din Republica Cehoslovacă ceda locul celei de a doua Republici Cehoslovace.

### Protectoratul Boemiei și Moraviei și Prima Republică Slovacă
La 14 martie 1939 dieta autonomă slovacă proclama prima Republică Slovacă, iar la 15 martie 1939 armata germană ocupa teritoriul ceh și instituia Protectoratul Boemiei și Moraviei. Din 1939 până în 1945 coroana cehoslovacă a fost înlocuită de două noi unități monetare: coroana cehomoravă în Protectorat și coroana slovacă în Slovacia.

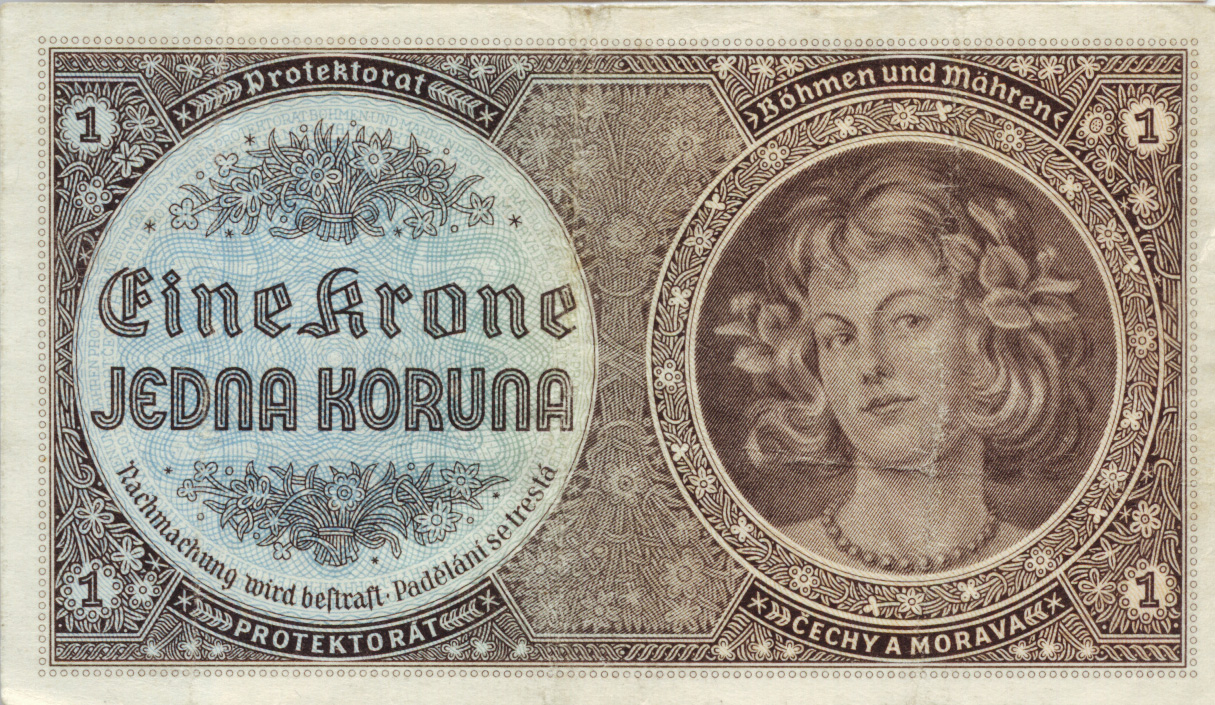
Bancnotă cu valoarea nominală de 1 coroană emisă în Protectoratul Boemiei și Moraviei de către autoritățile germane de ocupație (avers)
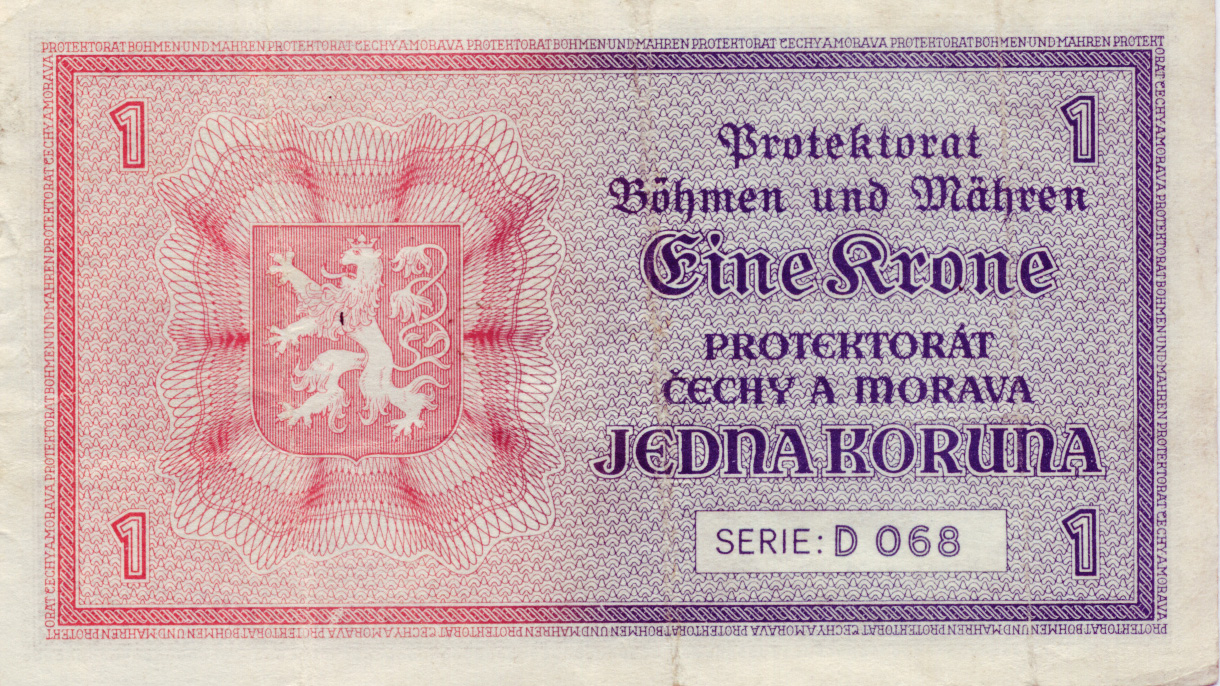
Bancnotă cu valoarea nominală de 1 coroană emisă în Protectoratul Boemiei și Moraviei de către autoritățile germane de ocupație (revers)

### Republica Cehoslovacă (1945-1960)
După eliberarea teritoriului cehoslovac și restaurarea Cehoslovaciei (a treia Republică Cehoslovacă) în integralitatea sa, în mai 1945, coroana cehoslovacă a fost restabilită, înlocuind la paritate cele două monede precedente. La 29 iunie 1945 Rutenia subcarpatică (Transcarpatia) a trecut în componența Uniunii Sovietice și a adoptat rubla sovietică.
În urma Loviturii de stat din februarie 1948 și luarea puterii de către comuniști, a fost întreprinsă o restructurare a industriei și agriculturii.
Coroana cehoslovacă a cunoscut mai multe reforme. Cea mai draconică s-a desfășurat în 1953. În acea epocă Partidul Comunist Cehoslovac trebuia să administreze două piețe în țară:
- O piață cu prețuri fixe pentru bunuri alimentare de bază (o persistență a sistemului de raționalizare inițiată după război);
- O piață cu prețuri libere în care produsele propuse aveau un preț de cel puțin opt ori mai mare decât cel precedent, dar de o calitate superioară.

Cele două persoane cele mai importante  din țară (Antonín Zápotocký, președintele statului și Antonín Novotný, prim-secretar al Partidului Comunist Cehoslovac) au anunțat
lansarea unei reforme monetare la 30 mai 1953, cu intrarea în vigoare de la 1 iunie, și punerea în circulație a unor noi bancnote, tipărite în Uniunea Sovietică (inclusiv cu bancnote având valoarea nominală de 3 coroane cehoslovace, ca și în cazul rublelor sovietice): fiecare cetățean putea obține 60 de coroane noi în schimbul a 300 de coroane vechi. Pentru restul sumelor, rata de schimb trecea de la 1 la 50. Inițierea unei astfel de măsuri a devalorizat economiile populației și a produs scăderea nivelului de trai al acesteia, fapt ce a declanșat o serie de greve și de manifestații. Cele mai mari proteste au avut loc la Plzeň, unde 472 de persoane au fost arestate. A fost prima criză a regimului.

### Republica Socialistă Cehoslovacă (1960-1990)

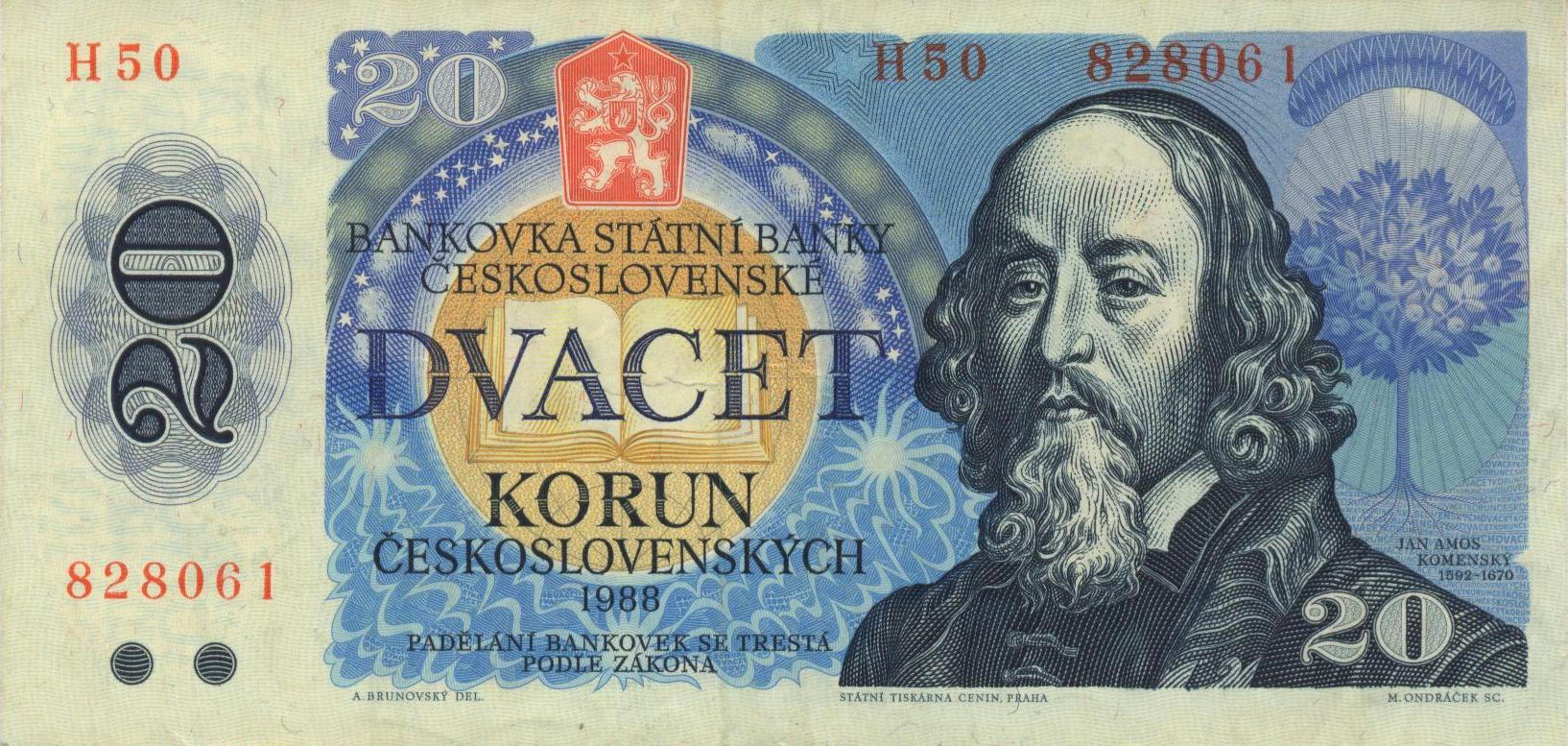
Bancnotă cu valoarea nominală de 20 de coroane cehoslovace (1988), avers.
Portretul lui Jan Amos Comenius, spre stânga.

În 1960 țara a primit numele de Republica Socialistă Cehoslovacă.

### Republica Federală Cehă și Slovacă
După Revoluția de Catifea (noiembrie 1989), în Cehoslovacia a fost instalat un guvern de coaliție națională.
Tendințele centrifuge ale celor două părți au condus la crearea unui nou stat, la 20 mai 1990: Republica Federală Cehă și Slovacă.
În 1993, în concordanță cu procesul de disoluție a Cehoslovaciei și crearea Republicii Slovace și Republicii Cehe, coroana cehoslovacă a fost scindată în două monede independente: coroana slovacă și coroana cehă.
În mai 2004, cele două noi state au aderat la Uniunea Europeană, urmând ca monedele lor să fie înlocuite cu moneda europeană euro, îndată ce țările lor vor fi atins criteriile de convergență economică fixate de Uniunea Europeană, la Maastricht, în 1992. Deja, în Slovacia, coroana a fost înlocuită cu euro, începând de la 1 ianuarie 2009.

## Bancnote
| Seria din 1958                                                                                                | Seria din 1958 | Seria din 1958 | Seria din 1958 | Seria din 1958 | Seria din 1958  | Seria din 1958                          | Seria din 1958                              | Seria din 1958 |
| Figura | Figura         | Valoare        | Dimensiuni     | Culoare        | Limba           | Avers                                   | Revers                                      | Emisiuni       |
| --- | -------------- | -------------- | -------------- | -------------- | --------------- | --------------------------------------- | ------------------------------------------- | -------------- |
| |                | 3 Kčs          | 113 × 55 mm    | Albastru       | Slovacă și cehă | Indicarea valorii nominale              | Stema                                       | 1961           |
| |                | 5 Kčs          | 123 × 59 mm    | Verde          | Cehă și slovacă | Indicarea valorii nominale              | Stema                                       | 1961           |
| |                | 10 Kčs         | 134 × 65 mm    | Maro           | Slovacă         | Două fete cu flori                      | Vedere a barajului Orava                    | 1960           |
| |                | 25 Kčs         | 140 × 69 mm    | Albastru       | Cehă și slovacă | Jan Žižka                               | Piața Jan Žižka la Tábor                    | 1958           |
| |                | 25 Kčs         | 140 × 69 mm    | Albastru       | Cehă și slovacă | Jan Žižka                               | Piața Jan Žižka la Tábor                    | 1961           |
| |                | 50 Kčs         | 150 × 75 mm    | Roșu           | Slovacă         | Un soldat sovietic și un partizan       | Rafinărie din Bratislava                    | 1964           |
| |                | 100 Kčs        | 165 × 81 mm    | Verde          | Cehă            | Pereche de țărani                       | Vedere din Praga cu Castelul și Podul Carol | 1961           |
| Seria din 1970                                                                                                |                |                |                |                |                 |                                         |                                             |                |
| |                | 20 Kčs         | 134 × 59 mm    | Albastru       | Cehă            | Jan Žižka                               | Imitația unui codice în miniatură           | 1970           |
| |                | 500 Kčs        | 153 × 67 mm    | Maro           | Slovacă         | Partizani din Rezistența slovacă (1944) | Castelul Devín                              | 1973           |
| Seria din 1985                                                                                                |                |                |                |                |                 |                                         |                                             |                |
| |                | 10 Kčs         | 133 × 67 mm    | Maro           | Slovacă         | Pavol Országh Hviezdoslav               | Orava                                       | 1986           |
| |                | 20 Kčs         | 138 × 67 mm    | Albastru       | Cehă            | Comenius                                | Ilustrare a culturii și învățământului      | 1988           |
| |                | 50 Kčs         | 143 × 67 mm    | Roșu           | Slovacă         | Ľudovít Štúr                            | Vedere din Bratislava cu Castelul           | 1987           |
| |                | 100 Kčs        | 148 × 67 mm    | Verde          | Cehă            | Klement Gottwald                        | Vedere din Praga cu Castelul și Podul Carol | 1989           |
| |                | 1000 Kčs       | 158 × 67 mm    | Albastru       | Cehă            | Bedřich Smetana                         | Vedere a Vltavei la Vyšehrad                | 1985           |
| Aceste imagini trebuie să fie redimensionate la 0,7 pixeli pe milimetru, un standard pentru bancnotele lumii. |                |                |                |                |                 |                                         |                                             |                |